# Насыщенные жиры
Насыщенные жиры — группа триглицеридов (жиров), содержащих лишь насыщенные жирные кислоты. Такие кислоты (иногда называемые алкановыми) не имеют двойных или тройных связей, атомы углерода в их составе имеют лишь одинарные связи, таким образом, цепочка углерода полностью «насыщена» атомами водорода. В природе встречается множество насыщенных жирных кислот, содержащих от 3 (пропионовая кислота) до 36 атомов углерода.

## Пищевые рекомендации
Высокая доля насыщенных жиров имеется в «тропических» жирах (пальмовое и кокосовое масло), «красных» животных жирах (свинина, говядина), а также молочных продуктах. В меньшей степени, чем трансжиры, насыщенные жиры также связывают с повышением рисков сердечно-сосудистых заболеваний и смертности, поэтому их потребление ВОЗ рекомендует ограничивать.
Множество государственных и международных организаций рекомендует ограничивать количество употребляемых насыщенных жиров, среди них: ВОЗ, Министерство здравоохранения Канады, Министерство здравоохранения и социальных служб США, Food Standards Agency, Department of Health and Aged Care, Health Promotion Board, Indian Government Citizens Health Portal, Ministry of Health, Centre for Food Safety.
В 2004 годах CDC (США) рекомендовал американцам снизить потребление насыщенных жиров. Обзоры Американской кардиологической ассоциации 2006 года рекомендуют, чтобы люди получали из насыщенных жиров не более 7 % калорий.
В 2003 году Всемирная организация здравоохранения и Продовольственная и сельскохозяйственная организация ООН опубликовали отчёт своих экспертов, в котором пришли к выводу о прямой связи употребления насыщенных жиров с риском сердечно-сосудистых заболеваний. Ими рекомендовалось ограничить потребление насыщенных жиров до уровня менее 10 % ежедневных калорий, и менее 7 % в группах риска.
Европейское агентство по безопасности продуктов питания (EFSA) отмечает, что насыщенные жирные кислоты синтезируются организмом, и не устанавливает рекомендуемых уровней потребления. Российскими методическими рекомендациями установлено, что «потребление насыщенных жирных кислот для взрослых и детей должно составлять не более 10 % от калорийности суточного рациона» и отмечается, что высокое потребление насыщенных жирных кислот является важным фактором риска развития ряда заболеваний, в том числе диабета, ожирения и сердечно-сосудистых заболеваний.
Среди некоторых рекомендаций — употребление не более 30 граммов насыщенных жиров в сутки для мужчин и не более 20 граммов — для женщин.
Мета-исследование 2014 года, выполненное Британским фондом по борьбе с сердечными заболеваниями, а также исследования, проведённые кардиологами на базе Кембриджского университета), не обнаружили статистической зависимости между заменой насыщенных жиров ненасыщенными и уменьшением риска коронарной недостаточности.